# Argentobelbrücke

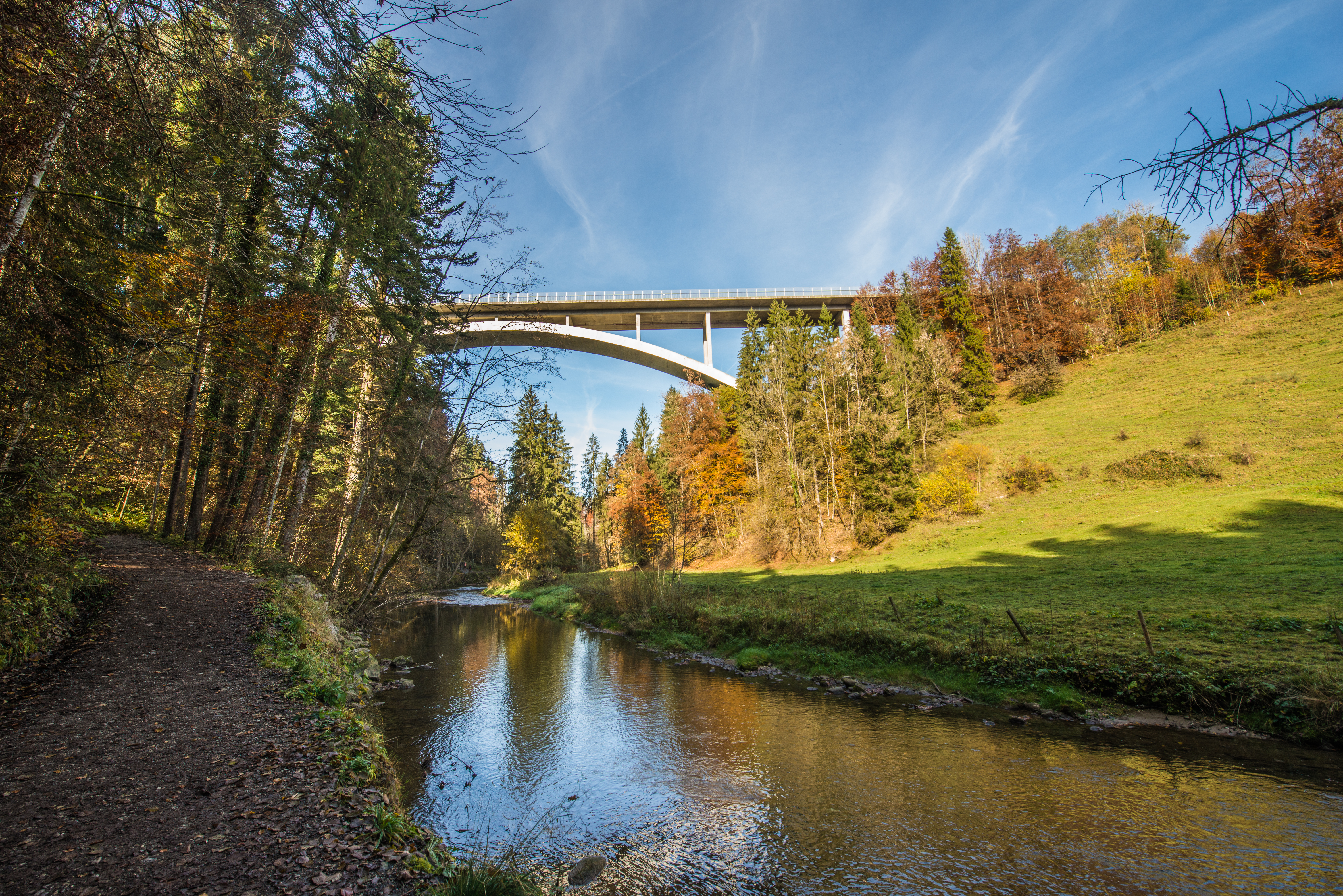
Die Neue Argentobelbrücke

Die Argentobelbrücke (auch Eistobel-Brücke, westallgäuerisch: Doblbrugg) ist eine 230 Meter lange Bogenbrücke aus Stahlbeton an der bayerischen Staatsstraße 1318 zwischen den Gemeinden Grünenbach und Maierhöfen im Landkreis Lindau (Bodensee). Sie überspannt in einer Höhe von maximal 56 Metern die Obere Argen.
Sie ersetzt seit 1986 eine 1907 errichtete, in Stahlfachwerk ausgeführte Pendelpfeilerbrücke, die Alte Argentobelbrücke.

## Alte Brücke
Die erste Argentobelbrücke war eine in Stahlfachwerk ausgeführte Pendelpfeilerbrücke. In den Jahren 1905 bis 1907 wurde sie als damals längste und höchste Brücke Bayerns von MAN erbaut. Für die Brücke wurden 340 Tonnen Eisen und ungefähr 2 Millionen Niet  benötigt. Die Mittelöffnung der Brücke hatte eine Spannweite von 84 Metern, die beiden Seitenöffnungen jeweils 48 Meter Stützweite. Die Seitenfelder waren auf festen Gerüsten eingebaut worden, das mittlere Feld wurde im Freivorbau ausgeführt.
Die 5,0 Meter breite Fahrbahnplatte wurde durch zwei Geländer von 1,30 Meter Höhe begrenzt und hatte zwei Fahrstreifen. Gehwege waren nicht vorhanden. Während der Bauarbeiten kam ein Mann aus Maierhöfen-Untersteig durch einen Sturz ums Leben.
Die neue Brücke bedeutete eine Verbesserung der Verbindung zwischen Grünenbach und Maierhöfen sowie nach dem württembergischen Isny. Zuvor hatte die Straße von beiden Seiten in Serpentinen mit einer Steigung von bis zu 16 % ins Tal hinab- bzw. hinaufgeführt, was das Befahren mit beladenen Fahrzeugen deutlich erschwerte. Im Winter war Maierhöfen daher de facto von seinen bayerischen Nachbardörfern und der Bahnstrecke Buchloe–Lindau abgeschnitten gewesen.
Am Kriegsende 1945 war die Sprengung der Brücke geplant, um das Vorrücken der amerikanischen Truppen zu verzögern. Die bereits angebrachten Sprengsätze (500 kg) wurden von Bürgern der angrenzenden Gemeinden entfernt und die Sprengung somit verhindert. In den folgenden Jahrzehnten war die Brücke dem stetig steigenden Verkehrsaufkommen nicht mehr gewachsen. Wegen der starken Rostbildung wurde ihre Belastbarkeit von 10 auf 3 Tonnen vermindert, was dazu führte, dass Busreisende aussteigen und die Brücke zu Fuß überqueren mussten.
1980 wurde die Brücke als Baudenkmal in die Denkmalliste aufgenommen. Die Erhaltungskosten waren jedoch zu hoch. Nachdem 1985 eine neue Brücke fertig geworden war, wurde sie 1987 abgebaut.
Ein Modell der alten Brücke kann beim Informationspavillon des Eistobels  besichtigt werden. Auf dem Wanderweg hinunter ins Tal geht der Besucher an einem Bauteil der alten Brücke vorbei. Eine Infotafel erklärt, wo genau an der Brücke sich dieses aus mehreren Eisen-Stücken zusammen genietete Teil befunden hat.

Alte Argentobelbrücke (historische Ansichtskarte)
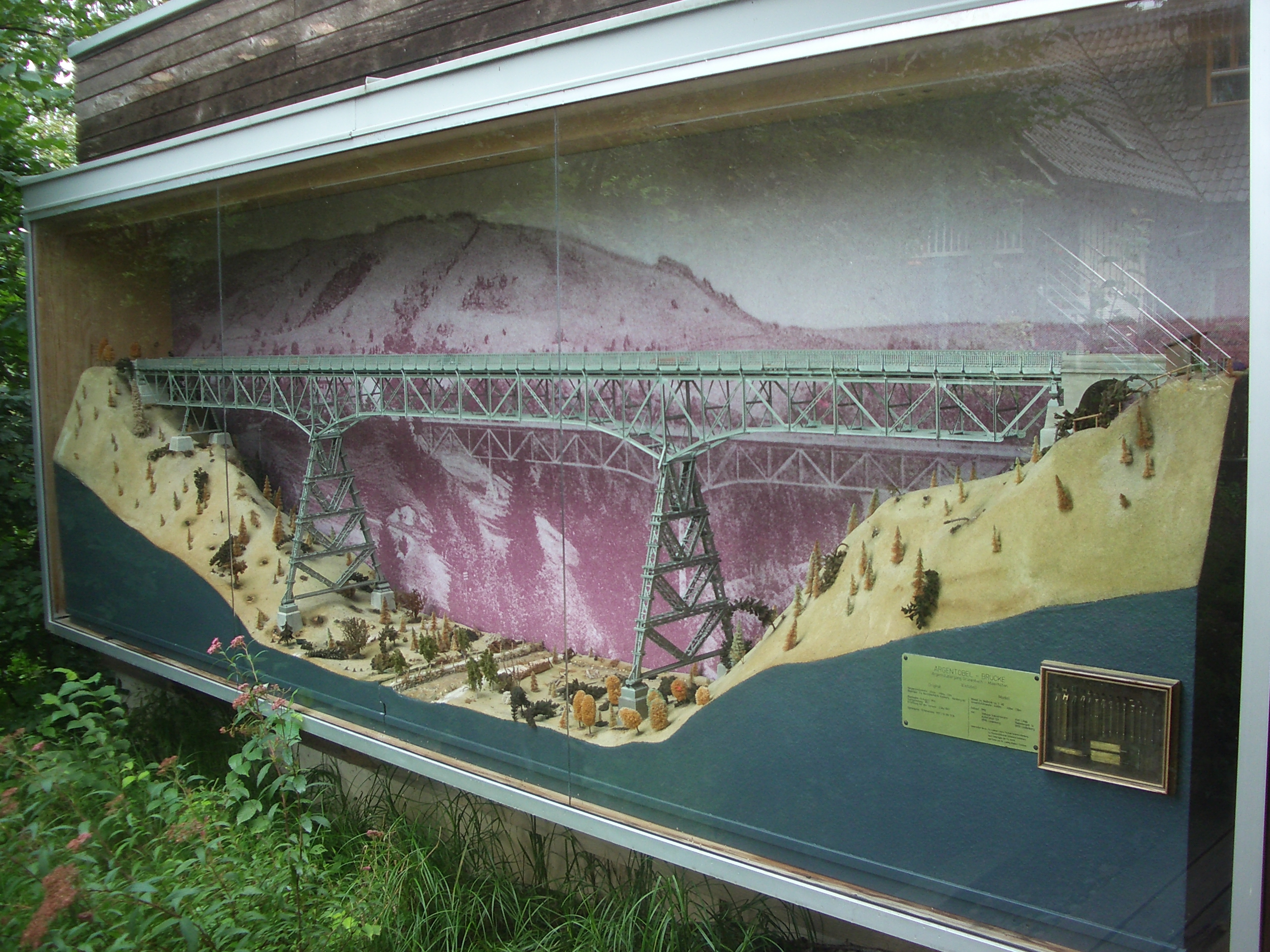
Modell der alten Argentobelbrücke
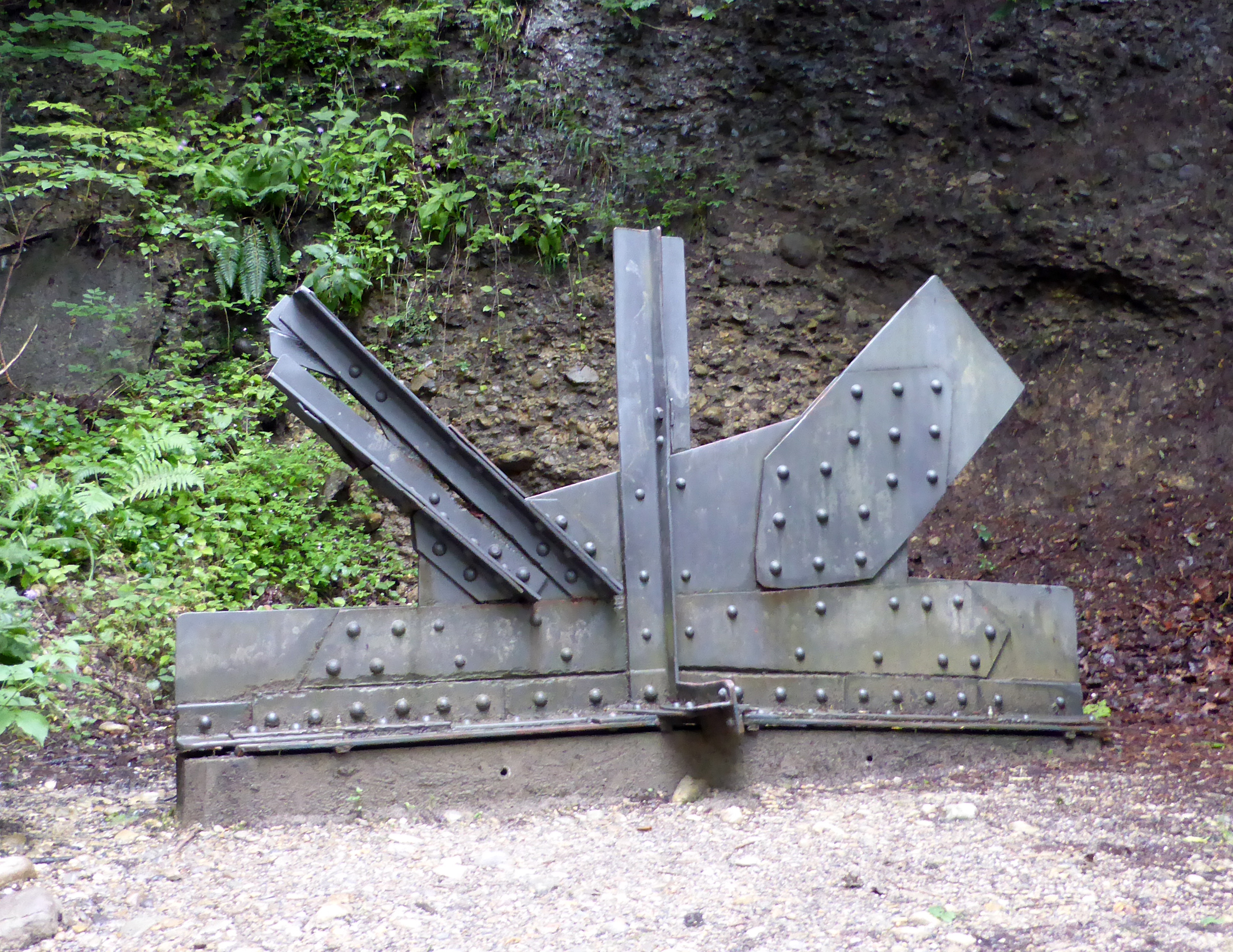
Bauteil der alten Argentobelbrücke

## Neue Brücke
Die neue Brücke wurde von September 1983 bis Ende 1985 etwa 90 Meter oberhalb der alten Brücke mit ca. 9 Mio. DM Baukosten errichtet. Die Inbetriebnahme folgte im Sommer 1986. Sie hat zwei Fahrstreifen mit zusammen 7,5 m Breite sowie beidseits Geh- und Radwege von 2,0 m Breite.

### Konstruktion
Der Überbau ist ein Stahlbetonplattenbalken mit zwei Stegen. Die Fahrbahnplatte ist zwischen den Geländern 13,5 m breit und in der Mitte 24 cm dick. Die Stege haben eine Konstruktionshöhe von 1,5 m. Die Stützweiten des 230 m langen, 14-feldrigen Überbaus betragen 2 × 20,0 m jeweils an beiden Enden und 10 × 15 m über dem Bogen. Der Überbau ist mit monolithisch verbundenen Stützenpaaren auf dem Bogen aufgeständert. Der Bogen ist in Brückenmitte in Längsrichtung der Bewegungsruhepunkt. Lager sind auf den Widerlagern und den Hangstützen vorhanden.
Der Stahlbetonbogen in Brückenmitte hat die Form einer Parabel und weist eine Spannweite von 145 m auf. An den Kämpfern hat der dort eingespannte Bogen eine Konstruktionshöhe von 3,5 m, im Scheitel sind es 2,0 m. Die Breite des zweizelligen Bogens beträgt 8,5 m.

### Ausführung
Beim Errichten der Argentobelbrücke waren Eingriffe in die Landschaft und den Baumbestand unterhalb vom Bogen nicht zulässig. Es wurde erstmals in Deutschland ein einfacheres und schnelleres Verfahren zum Bau von Bogenbrücken ohne freispannendes Lehrgerüst oder abgespannten Freivorbau eingesetzt. Das Verfahren verzichtete insbesondere auf Hilfsbauteile wie Pylone oder Bogenunterspannungen. Die Brücke wurde von einer Arbeitsgemeinschaft im sogenannten „Bogenklappverfahren“ hergestellt. Die wesentliche Neuerung des neuen Verfahrens: Der Bogen wurde in zwei Hälften errichtet, und zwar aufrecht stehend wie ein Brückenpfeiler mit einer Kletterschalung in Abschnitten von 2,7 bis 3,2 m Länge. Die Baugeschwindigkeit betrug etwa zwei Abschnitte pro Woche. Anfangs war der Bogen behelfsmäßig im Kämpferfundament eingespannt. Nach dem Erreichen einer Höhe von etwa 44 m wurden die Einspannung gelöst und am Fuß der Bogenhälften temporäre Stahlgelenklager montiert. Dies ermöglichte nach Erreichen der Endhöhe von 81,5 m mit Hilfe von acht in einem Ankerblock rückverankerten Spannbündeln ein Abklappen der Bogenhälften zum Bogenschluss.

### Ausstattung
Im Herbst 2015 wurde eine Absturzsicherung an der Brücke eingebaut, da die Zahl der Suizidversuche von der Brücke zugenommen hatte. Allein im Jahr 2015 waren fünf Fälle zu beklagen.

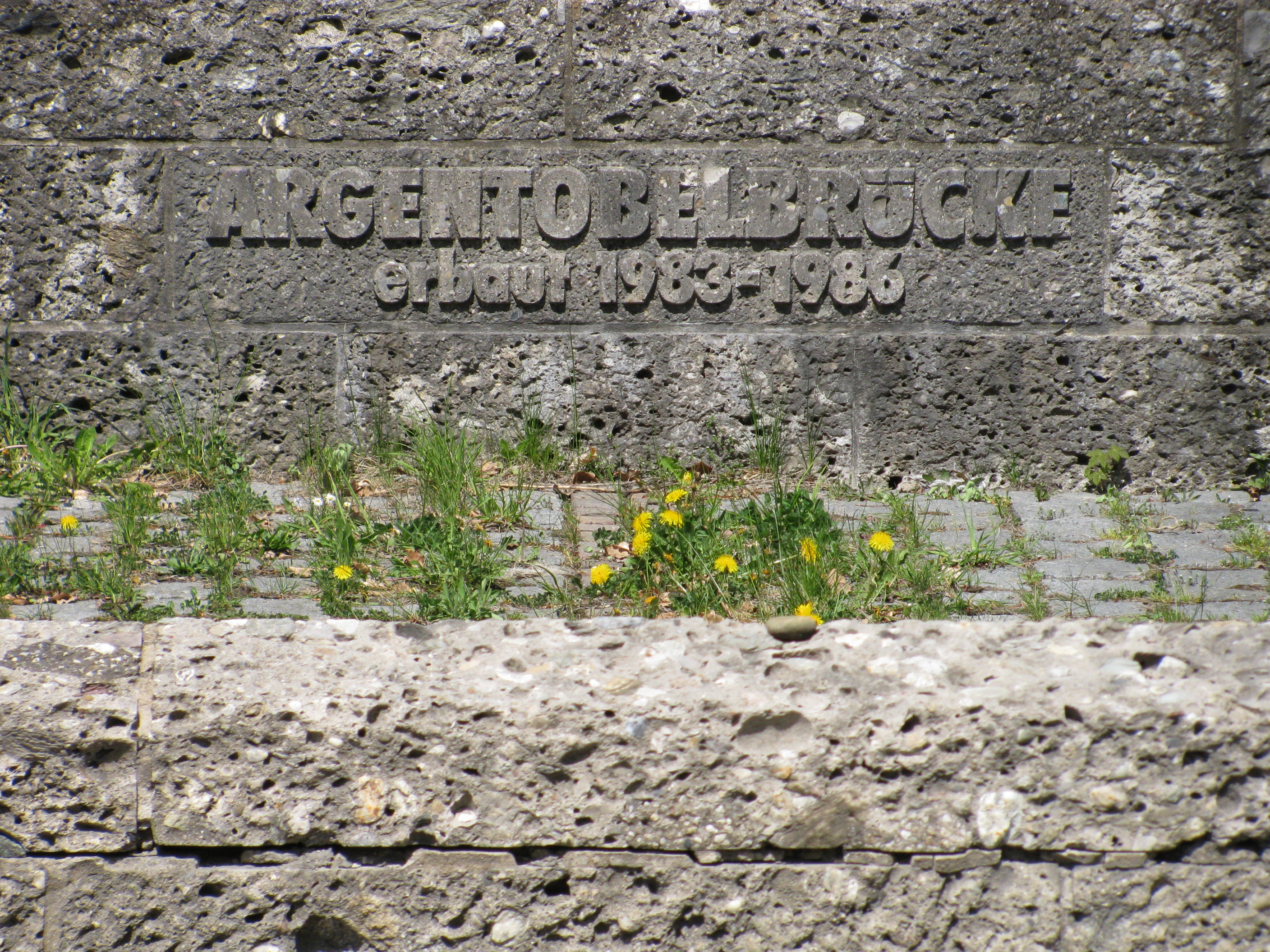
Gedenkstein zum Bau der heutigen Brücke
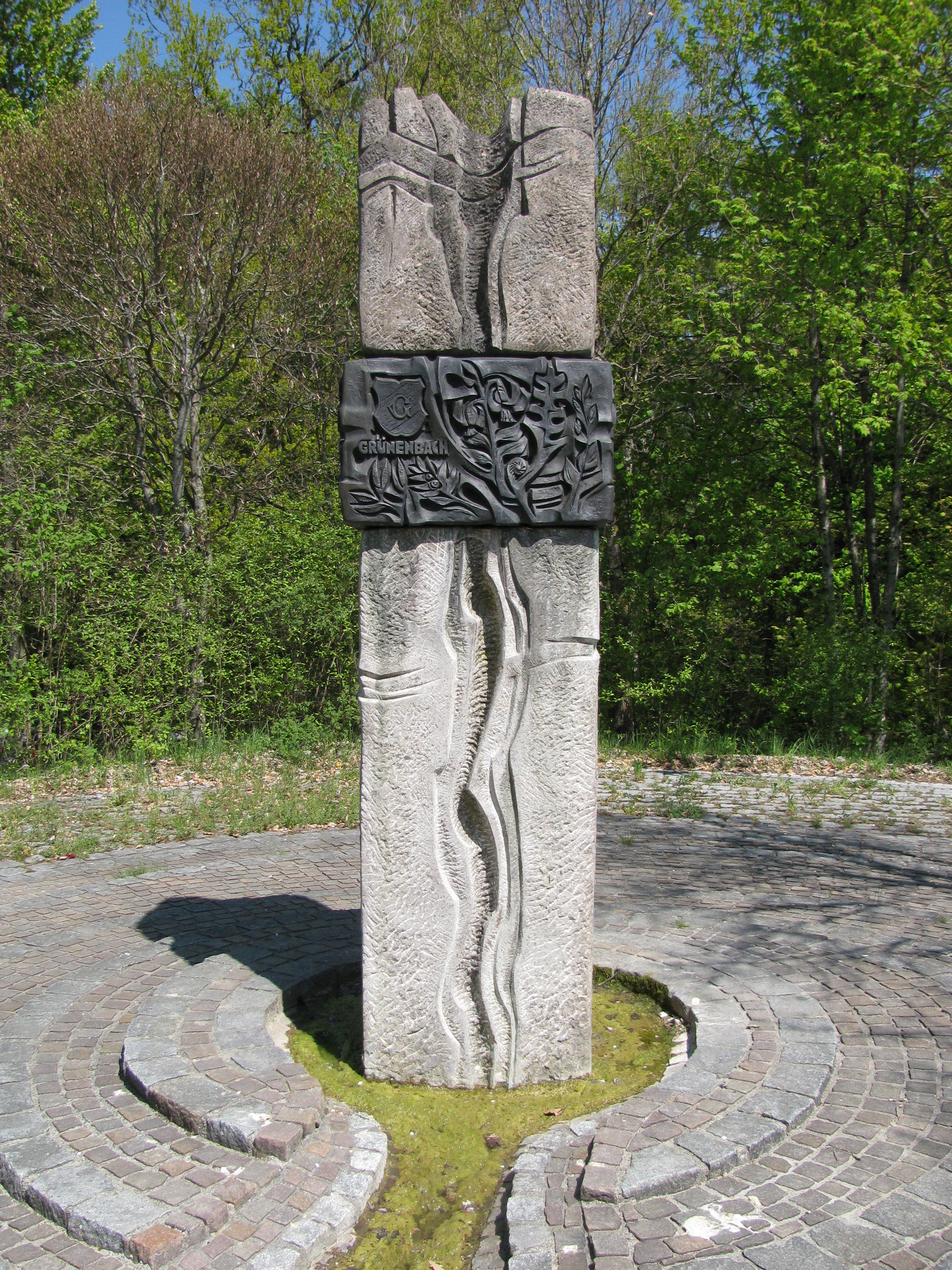
Gedenkstein am westlichen Ende der Brücke
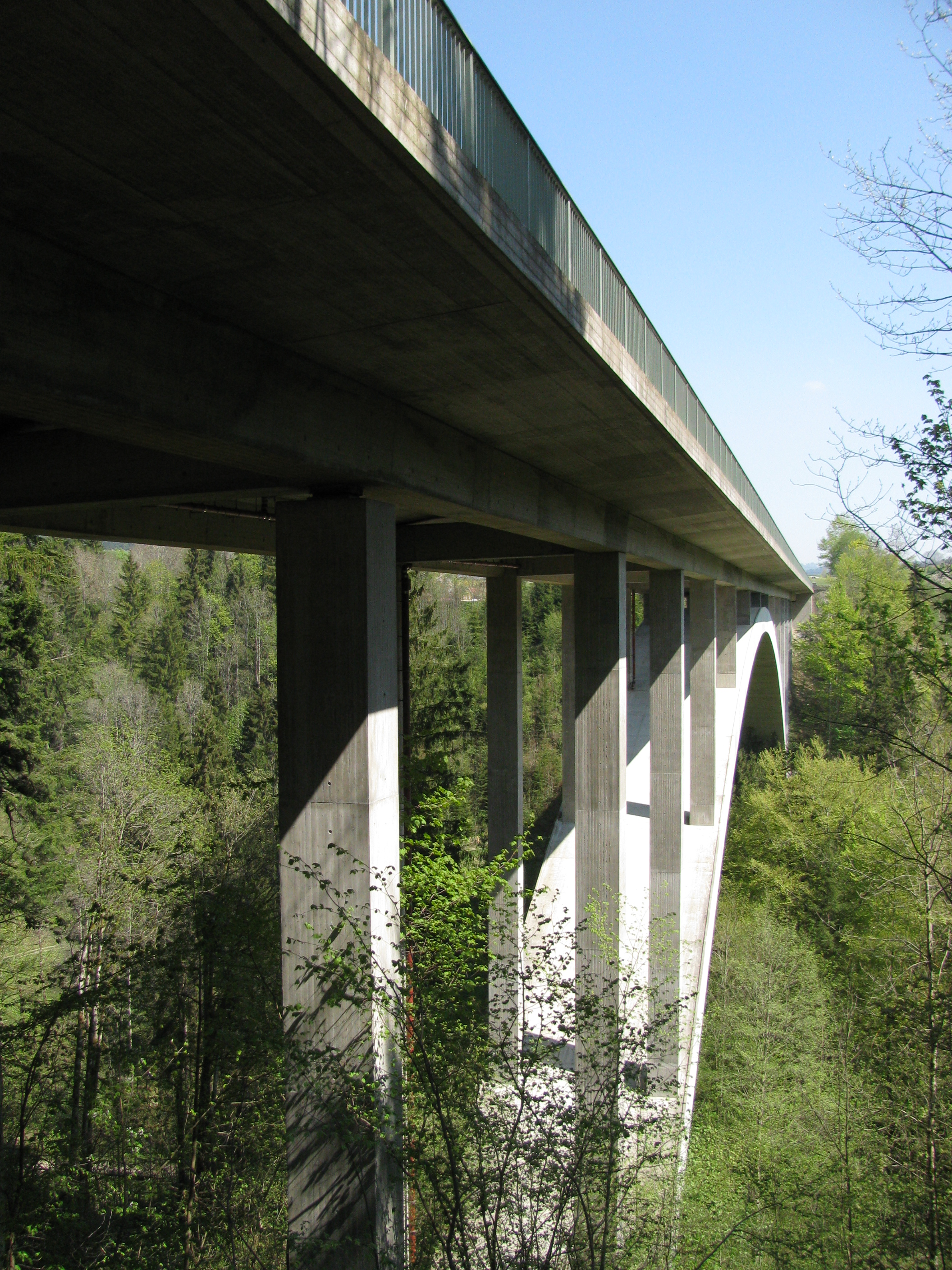
Blick auf den Bogen der Brücke
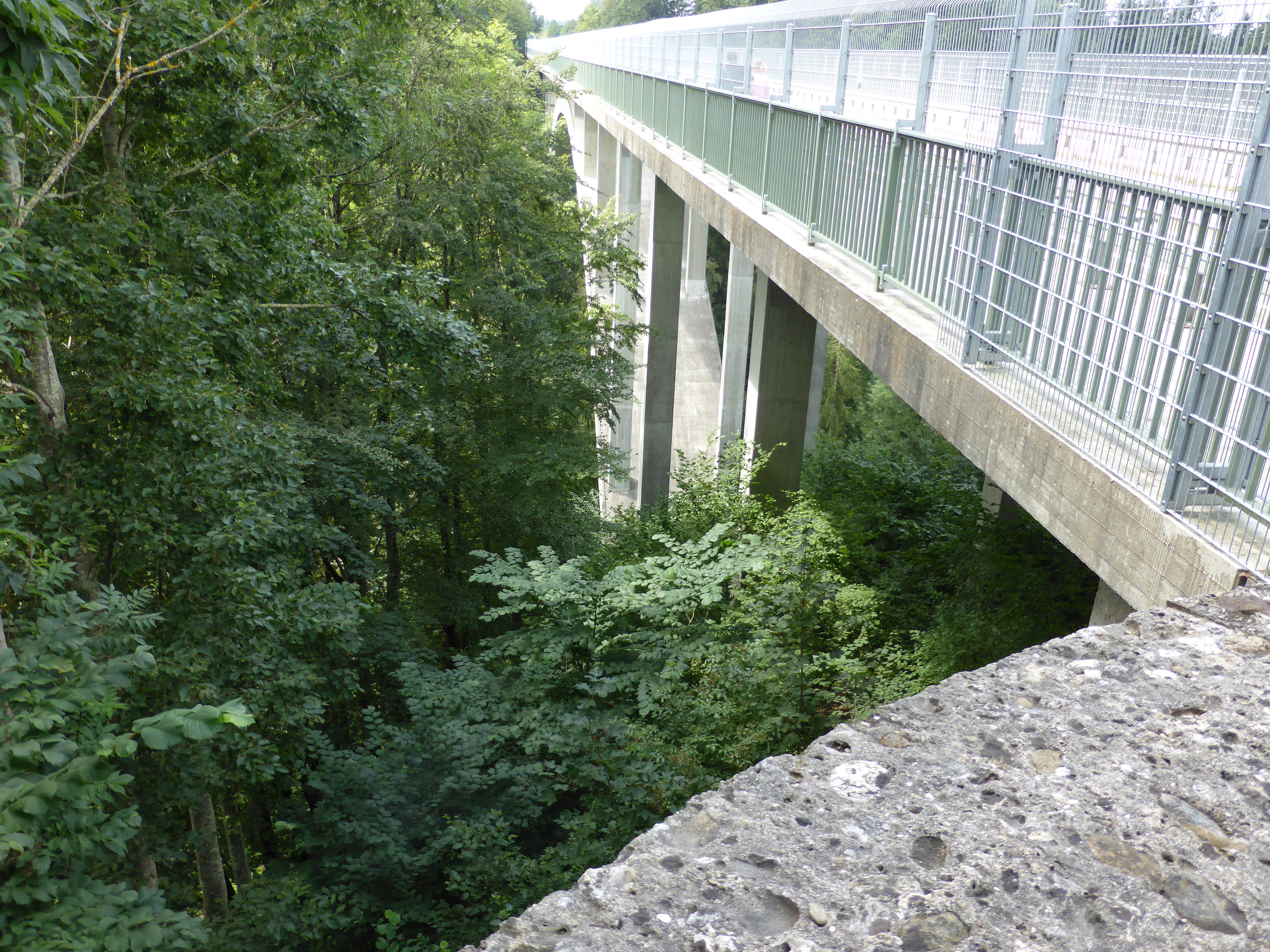
Absturzsicherung aus dem Jahr 2015